# Albert William Tucker
Albert William Tucker (28 de novembro de 1905 — 25 de janeiro de 1995) foi um matemático canadense.
Formado na Universidade de Toronto em 1929, Tucker desenvolveu a sua carreira nos Estados Unidos. Lançou as bases da programação linear e desenvolveu a teoria dos jogos, tendo sido ele o inventor do célebre dilema do prisioneiro (criado como auxílio pedagógico em aulas dadas a estudantes de psicologia, em Stanford). Tucker reformou-se em 1974 e morreu em 1995. Tucker foi o professor de John Forbes Nash, matemático americano, cuja história foi retratada no filme "Uma mente brilhante" de 2001 com Russel Crowe como John Nash.

## Biografia
Albert Tucker nasceu em Oshawa, Ontário, Canadá, e obteve seu bacharelado na Universidade de Toronto em 1928 e seu mestrado na mesma instituição em 1929. Em 1932, ele obteve seu doutorado. na Princeton University sob a supervisão de Solomon Lefschetz, com uma dissertação intitulada An Abstract Approach to Manifolds. Em 1932–33, ele foi um National Research Fellow em Cambridge, Harvard e, em seguida, na Universidade de Chicago.
Ele então retornou a Princeton para ingressar no corpo docente em 1933, onde permaneceu até 1974. Ele presidiu o departamento de matemática por cerca de vinte anos, um dos mais longos mandatos. Seus amplos relacionamentos dentro da área o tornaram uma grande fonte de histórias orais da comunidade matemática.
Seu Ph.D. os alunos incluem Michel Balinski, David Gale, Alan J. Goldman, John Isbell, Stephen Maurer, o vencedor do Prêmio Turing Marvin Minsky, o vencedor do Prêmio Nobel John Nash, Torrence Parsons, o vencedor do Prêmio Nobel Lloyd Shapley, Robert Singleton e Marjorie Stein. Tucker aconselhou e colaborou com Harold W. Kuhn em uma série de artigos e modelos.
Na década de 1960, ele estava fortemente envolvido na educação matemática, como presidente do Comitê de Cálculo AP para o College Board (1960-1963), por meio do trabalho com o Comitê do Programa de Graduação em Matemática (CUPM) da MAA (ele foi presidente do MAA em 1961–1962), e por meio de muitos workshops de verão da NSF para professores do ensino médio e universitários. George B. Thomas Jr. reconheceu a contribuição de Tucker de muitos exercícios para o livro clássico de Thomas, Calculus and Analytic Geometry.
No início dos anos 1980, Tucker recrutou o professor de história de Princeton Charles Coulston Gillispie para ajudá-lo a criar um projeto de história oral para preservar histórias sobre a comunidade matemática de Princeton na década de 1930. Com financiamento da Fundação Sloan, este projeto posteriormente expandiu seu escopo. Entre aqueles que compartilharam suas memórias de figuras como Einstein, von Neumann e Gödel estavam o pioneiro da computação Herman Goldstine e os ganhadores do Nobel John Bardeen e Eugene Wigner.
Albert Tucker percebeu a capacidade de liderança e o talento de um jovem estudante de graduação em matemática chamado John G. Kemeny, cuja contratação foi sugerida por Tucker ao Dartmouth College. Seguindo o conselho de Tucker, Dartmouth recrutou Kemeny, que se tornou presidente do Departamento de Matemática e mais tarde presidente da faculdade. Anos depois, o Dartmouth College reconheceu Albert Tucker com um diploma honorário. Tucker morreu em Hightstown, em 1995, aos 89 anos. Seus filhos, Alan Tucker e Thomas W. Tucker, e seu neto Thomas J. Tucker também são matemáticos profissionais.